# Lay-duce
Lay-duce, Inc. (レイ・デュース Rei Dyūsu?) es un estudio de animación japonesa formado por exmiembros del estudio Bones.

## Producciones

### Series
| Año  | Título                                                   | Director(es)                   | Fecha de primera transmisión | Fecha de última transmisión | Eps. | Notas                                                                  | Refs.                       |
| ---- | -------------------------------------------------------- | ------------------------------ | ---------------------------- | --------------------------- | ---- | ---------------------------------------------------------------------- | --------------------------- |
| 2014 | Project 575                                              | Takebumi Anzai                 | 9 de enero de 2014           | 30 de enero de 2014         | 4    | Adaptación de un proyecto multimedia de Sega. Coproducción con C2C.    | [ 2 ]                       |
| 2015 | Classroom Crisis                                         | Kenji Nagasaki                 | 3 de julio de 2015           | 25 de septiembre de 2015    | 13   | Historia original.                                                     | [ 3 ]                       |
| 2016 | Magi: Adventure of Sinbad                                | Yoshikazu Miyao                | 16 de abril de 2016          | 2 de julio de 2016          | 13   | Adaptación del manga escrito e ilustrado por Shinobu Ohtaka.           | [ 4 ]                       |
| 2017 | Kokuhaku Jikkō Iinkai ~ Ren'ai Series~                   | Hitoshi Nanba Takurō Tsukada   | 24 de noviembre de 2017      | 30 de diciembre de 2017     | 6    | Adaptación de una serie de canciones de Vocaloid por HoneyWorks.       | [ 5 ]                       |
| 2018 | Release the Spyce                                        | Akira Sato                     | 7 de octubre de 2018         | 23 de diciembre de 2018     | 12   | Historia original.                                                     | [ 6 ]                       |
| 2019 | Araburu Kisetsu no Otome-domo yo                         | Masahiro Ando Takurō Tsukada   | 5 de julio de 2019           | 20 de septiembre de 2019    | 12   | Adaptación del manga escrito por Mari Okada e ilustrado por Nao Emoto. | [ 7 ]                       |
| 2021 | I★Chu: Halfway Through the Idol                          | Hitoshi Nanba                  | 6 de enero de 2021           | 24 de marzo de 2021         | 12   | Adaptación de un videojuego desarrollado por Liber Entertainment.      | [ 8 ]                       |
| 2022 | Gunjō no Fanfāre                                         | Makoto Katō                    | 2 de abril de 2022           | 25 de junio de 2022         | 13   | Historia original.                                                     | [ 9 ]                       |
| 2022 | Heroine Tarumono! Kiraware Heroine to Naisho no Oshigoto | Noriko Hashimoto               | 7 de abril de 2022           | 23 de junio de 2022         | 12   | Adaptación de una serie de canciones de Vocaloid por HoneyWorks.       | [ 10 ]                      |
| 2023 | Tomo-chan wa Onnanoko!                                   | Hitoshi Nanba Noriko Hashimoto | 5 de enero de 2023           | 30 de marzo de 2023         | 13   | Adaptación del manga 4-koma escrito e ilustrado por Fumita Yanagida.   | [ 11 ]                      |
| 2025 | #Compass 2.0 Sentō Setsuri Kaiseki System                | Hitoshi Nanba                  | 8 de abril de 2025           | 24 de junio de 2025         | 12   | Adaptación de un videojuego desarrollado por NHN PlayArt y Dwango.     | [ 12 ] [ 13 ]               |
| 2025 | Clevatess                                                | Kiyotaka Taguchi               | 2 de julio de 2025           | —                           | —    | Adaptación del manga escrito e ilustrado por Yūji Iwahara.             | [ 14 ] [ 15 ] [ 16 ] [ 17 ] |

### ONAs
| Año  | Título        | Director(es)  | Fecha de primera transmisión | Fecha de última transmisión | Eps. | Notas                                                       | Refs.         |
| ---- | ------------- | ------------- | ---------------------------- | --------------------------- | ---- | ----------------------------------------------------------- | ------------- |
| 2024 | Rising Impact | Hitoshi Nanba | 22 de junio de 2024          | 6 de agosto de 2024         | —    | Adaptación del manga escrito e ilustrado por Nakaba Suzuki. | [ 18 ] [ 19 ] |

### OVAs
- Magi: Adventure of Sinbad (2014-2015)
- YuruYuri Ten, (2019)

### Películas
- Fate/Grand Order: First Order (2016)
- Fate/Grand Order: Moonlight/Lostroom (2017)